# ФРН на Олімпійських іграх
Федеративна Республіка Німеччини, часто звана Західна Німеччина, дебютувала на Олімпійських іграх у 1956 році на зимовій Олімпіаді у Кортіна д'Ампеццо, разом з командою НДР, як Об'єднана команда Німеччини. Починаючи з зимової Олімпіади 1968 року у Греноблі, і закінчуючи літньою Олімпіадою у Сеулі у 1988 році, ФРН виступала на Олімпійських іграх окремою командою. У 1989 році після падіння берлінської стіни і об'єднання Німеччини у єдину державу, спортсмени ФРН знову стали брати участь в Олімпійських іграх у складі єдиної німецької команди.
ФРН сама була господаркою літніх Олімпійських ігор. У 1972 році Олімпіада пройшла у Мюнхені.
За час виступу на Олімпійських іграх ФРН завоювала 204 олімпійські медалі на літніх Олімпійських іграх і 39 медалей на зимових Олімпійських іграх. Найбільше медалей було завойовано у змаганнях з легкої атлетики, кінного спорту та плавання.

## Медальний залік

### Медалі на літніх Олімпійських іграх
| Ігри                    | Золото                                  | Срібло                                  | Бронза                                  | Загалом                                 |
| 1956 Мельбурн/Стокгольм | Як частина Об'єднаної німецької команди | Як частина Об'єднаної німецької команди | Як частина Об'єднаної німецької команди | Як частина Об'єднаної німецької команди |
| 1960 Рим                | Як частина Об'єднаної німецької команди | Як частина Об'єднаної німецької команди | Як частина Об'єднаної німецької команди | Як частина Об'єднаної німецької команди |
| 1964 Токіо              | Як частина Об'єднаної німецької команди | Як частина Об'єднаної німецької команди | Як частина Об'єднаної німецької команди | Як частина Об'єднаної німецької команди |
| 1968 Мехіко             | 5                                       | 11                                      | 10                                      | 26                                      |
| 1972 Мюнхен             | 13                                      | 11                                      | 16                                      | 40                                      |
| 1976 Монреаль           | 10                                      | 12                                      | 17                                      | 39                                      |
| 1980 Москва             | Не брала участі                         | Не брала участі                         | Не брала участі                         | Не брала участі                         |
| 1984 Лос-Анджелес       | 17                                      | 19                                      | 23                                      | 59                                      |
| 1988 Сеул               | 11                                      | 14                                      | 15                                      | 40                                      |
| Всього                  | 56                                      | 67                                      | 81                                      | 204                                     |

### Медалі на зимових Олімпійських іграх
| Ігри                   | Золото                                  | Срібло                                  | Бронза                                  | Загалом                                 |
| 1956 Кортіна д'Ампеццо | Як частина Об'єднаної німецької команди | Як частина Об'єднаної німецької команди | Як частина Об'єднаної німецької команди | Як частина Об'єднаної німецької команди |
| 1960 Скво-Веллі        | Як частина Об'єднаної німецької команди | Як частина Об'єднаної німецької команди | Як частина Об'єднаної німецької команди | Як частина Об'єднаної німецької команди |
| 1964 Інсбрук           | Як частина Об'єднаної німецької команди | Як частина Об'єднаної німецької команди | Як частина Об'єднаної німецької команди | Як частина Об'єднаної німецької команди |
| 1968 Гренобль          | 2                                       | 2                                       | 3                                       | 7                                       |
| 1972 Саппоро           | 3                                       | 1                                       | 1                                       | 5                                       |
| 1976 Інсбрук           | 2                                       | 5                                       | 3                                       | 10                                      |
| 1980 Лейк-Плесид       | 0                                       | 2                                       | 3                                       | 5                                       |
| 1984 Сараєво           | 2                                       | 1                                       | 1                                       | 4                                       |
| 1988 Калгарі           | 2                                       | 4                                       | 2                                       | 8                                       |
| Всього                 | 11                                      | 15                                      | 13                                      | 39                                      |

### Медалі за літніми видами спорту
| Вид спорта                      | Золото | Срібло | Бронза | Загалом |
| Легка атлетика                  | 12     | 14     | 17     | 43      |
| Кінний спорт                    | 11     | 5      | 9      | 25      |
| Фехтування                      | 7      | 8      | 1      | 16      |
| Велоспорт                       | 4      | 5      | 5      | 14      |
| Академічне веслування           | 4      | 4      | 6      | 14      |
| Стрільба                        | 4      | 4      | 3      | 11      |
| Плавання                        | 3      | 5      | 14     | 22      |
| Веслування на байдарках і каное | 2      | 6      | 3      | 11      |
| Вітрильний спорт                | 2      | 2      | 3      | 7       |
| Важка атлетика                  | 2      | 2      | 3      | 7       |
| Боротьба                        | 1      | 4      | 4      | 9       |
| Дзюдо                           | 1      | 4      | 3      | 8       |
| Хокей на траві                  | 1      | 3      | 0      | 4       |
| Бокс                            | 1      | 0      | 5      | 6       |
| Теніс                           | 1      | 0      | 1      | 2       |
| Гандбол                         | 0      | 1      | 0      | 1       |
| Гімнастика                      | 0      | 0      | 2      | 2       |
| Футбол                          | 0      | 0      | 1      | 1       |
| Водне поло                      | 0      | 0      | 1      | 1       |
| Всього                          | 56     | 67     | 81     | 204     |

### Медалі за зимовими видами спорту
| Вид спорта          | Золото | Срібло | Бронза | Загалом |
| Гірськолижний спорт | 3      | 7      | 3      | 13      |
| Ковзанярський спорт | 3      | 0      | 0      | 3       |
| Лижне двоборство    | 2      | 1      | 0      | 3       |
| Санний спорт        | 1      | 4      | 5      | 10      |
| Бобслей             | 1      | 3      | 2      | 6       |
| Біатлон             | 1      | 2      | 2      | 5       |
| Фігурне катання     | 1      | 0      | 2      | 3       |
| Хокей               | 0      | 0      | 1      | 1       |
| Всього              | 11     | 15     | 13     | 39      |